# Llista de mots grecs emprats en la composició de paraules

## Morfemes creats a partir de mots grecs
| tema principal | ètim                                                 | significat                                              | variant                               | exemple                                                 | observacions |
| acant-         | grec ákantha                                         | espina, punxa                                           | acanto-; -acant                       | acantocèfal, acantòcit, acantozooide; celacant          | |
| acefalo-       | grec aképhalos                                       | sense cap                                               |                                       | acefalocàrdia, acefalocist, acefalòpode                 | |
| aco-           | grec ákos                                            | remei                                                   |                                       | acografia                                               | |
| acro-          | grec ákron, "cim, punta"                             | situat a dalt, a l'exterm                               | acr-                                  | acràndria, acrofòbia, acròpoli                          | |
| actino-        | grec aktís, "raig de llum"                           | relacionat amb l'actinisme o amb una estructura radiada | actin-                                | actiniaris, actinoftalm, actinologia                    | |
| acto-          | grec ákhthos, "pes, càrrega"                         | activitat, moviment                                     |                                       | actografia, actograma                                   | |
| acu-²          | grec akoúo, "escoltar"                               | relatiu a l'oïda                                        | -acúsia (del grec akoúsis, "audició") | acufen, acufonia, acúmetre; ambliacúsia                 | sin.:* acusmat- |
| acusmat-       | grec ákousma, "la cosa escoltada"                    | relatiu a l'oïda                                        |                                       | acusmatagnòsia, acusmatamnèsia                          | sin.:* acu-² |
| adelfo-        | grec adelphós                                        | germà                                                   | -adelf(a)                             | adelfofàgia, adelfogàmia; diadelf, monadelf, poliadelf  | |
| adelo-         | grec ádelos                                          | amagat, no aparent                                      |                                       | adelofici, adelomicets, adelomorf                       | |
| adeno-         | grec adén                                            | glàndula                                                | aden-, adeni-                         | adenàlgia, adenectomia, adenopatia                      | |
| afro-²         | grec aphrós                                          | escuma                                                  |                                       | afròmetre                                               | |
| agmato-        | grec ágma, "fragment, fractura"                      | fractura                                                |                                       | agmatologia                                             | |
| -agog(a)       | grec agogós, "conductor"                             | que porta                                               |                                       | colagog, demagog, pedagog                               | |
| -agogia        | grec agogé, "conducció"                              | manera de portar algú                                   |                                       | demagògia, pedagogia                                    | |
| agora-         | grec agorá, "plaça pública, mercat"                  | espai públic on hi ha molta gent                        |                                       | agorafòbia                                              | |
| -agra          | grec ágra, "caça"                                    | atac de dolor agut                                      |                                       | poagre (antigament poagra), quiragra                    | |
| agro-          | grec agrós                                           | camp                                                    |                                       | agrònom, agropecuari, agroturisme                       | sin.:* agri- |
| agrosto-       | grec ágrostis, "gram" (planta)                       | gramínia                                                |                                       | agrostemina, agrostòleg                                 | |
| aleuro-        | grec áleuron                                         | farina                                                  |                                       | aleuròdids, aleuròmetre                                 | |
| -algèsia       | grec álgos, "dolor"                                  | sensibilitat al dolor                                   |                                       | analgèsia, termoalgèsia                                 | |
| algo-¹         | grec álgos                                           | dolor                                                   | alge-, algi-¹, algio-; -àlgia         | algedònic, alginuresi, algofília, algòmetre; encefàlgia | com a sufix, indica la part del cos on hi ha dolor |
| al·lanto-      | grec allás, "embotit, salsitxa"                      | en forma d'embotit                                      | al·lant-                              | al·lantiasi, al·lantogènesi, al·lantoide                | |
| al·lelo-       | grec allélon, "recíproc"                             | al·lel                                                  | -al·lel                               | al·lelomorfisme, al·lelopatia; dial·lel                 | |
| al·lo-         | grec állos, "altre"                                  | emprat per denotar variació, alteració                  | al·l-                                 | al·lèrgia, al·lòcton, al·lomorf                         | |
| al·lotrio-     | grec allótrios, "estrany, extern"                    | estrany                                                 |                                       | al·lotriofàgia, al·lotriomorf, al·lotriòsmia            | |
| amaxo-         | grec ámaxa, "carro"                                  | vehicle                                                 |                                       | amaxofòbia                                              | |
| ambli-         | grec amblýs, "feble, fluix"                          | que no té prou agudesa                                  |                                       | ambliacúsia, ambliàfia, ambliopia                       | |
| ametro-        | apòcope d'ametropia                                  | ametropia                                               |                                       | ametròmetre                                             | |
| amfi-          | grec amphí                                           | a tots dos costats, de dues maneres                     |                                       | amfibi, amfibologia, amfiteatre                         | |
| ampelo-        | grec ámpelos                                         | vinya                                                   |                                       | ampelòfag, ampelografia                                 | |
| anemo-         | grec ánemos                                          | vent                                                    |                                       | anemofòbia, anemògraf, anemòmetre                       | sin.:* eoli- |
| anto-          | grec ánthos                                          | flor                                                    |                                       | antòfag, antofil·le, antogen                            | |
| antropo-       | grec ánthropos                                       | ésser humà                                              |                                       | antropologia, antropomorf, antropònim                   | |
| aracno-        | grec arkháne                                         | aranya                                                  |                                       | aracnologia                                             | |
| -arca          | grec árkho, "ser el primer", "manar"                 | cap, cabdill, governant                                 |                                       | monarca                                                 | En algu8ns casos està aparellat amb el morfema -arquia, com per monarca/monarquia |
| arconto-       | grec arkon, arkhonis                                 | càrrec, dignitat                                        |                                       | arcontologia                                            | |
| areo-¹         | grec areiós, "relatiu a Ares o Mart"                 | relatiu a Mart o a la guerra                            |                                       | areografia, areotectónica                               | |
| areo-²         | grec araiós, "lleuger"                               | fluid                                                   |                                       | aeròmetre, aerometria                                   | |
| argiro-        | grec árgyros                                         | argent                                                  |                                       | argiròfil                                               | sin.:argento- |
| aristo-        | grec áristos, "el millor"                            |                                                         |                                       | aristocràcia, aristodemocràcia                          | en aristodemocràcia és apòcope d'aristocràcia |
| arque-         | grec árkho, "ser el primer", "manar"                 |                                                         |                                       | arquebisbat, arquegoni                                  | |
| arqueo         | grec arkhaîos                                        | antic, primitiu                                         | arque-                                |                                                         | arqueologia, arquencèfal |
| -arquia        |                                                      | govern, comandament                                     |                                       | anarquia, monarquia                                     | Certs compostos tenen correlació amb el morfema -arca com monarquia/monarca, en altres casos s'afegieix el sufix -ista com anarquia/anarquista; altres no tenen cap parell autarquia, oligarquia |
| arsenico-      | grec arsenikón, "viril", "vigorós"; "arsènic"        |                                                         |                                       | arsenicòfag                                             | |
| artro-         | grec árthron                                         | articulació                                             | artr-                                 | artroscòpia, artàlgia                                   | |
| arxi-          | grec arkhé, "principi", "autoritat"                  |                                                         |                                       | arximorfema                                             | |
| asco-          | grec askós, "odre"                                   |                                                         |                                       | ascogènesi                                              | |
| astaco-        | grec astkós                                          | cranc                                                   | astaci-                               | astacologia, astacicultura                              | |
| asteno-        | grec asténeia, "feblesa"                             | feble, feblesa                                          | asten-, -astènia                      | astenospèrmia, tromboastènia                            | |
| astero-        | grec astér                                           | astre                                                   | asteri-                               | asterosismologia, asteriforme                           | |
| astro-         | grec ástron                                          | astre                                                   |                                       | astrologia, astronomia                                  | |
| atelo-         | grec atelés, "imperfecte", "incomplet"               |                                                         |                                       | atelocàrdia                                             | |
| atero-         | apòcope d'ateroma <grec atéroma, "tumor", "papil·la" | ateroma                                                 |                                       | aterosclerosi                                           | |
| -atleta        | grec athlétes < grec âthlon "[premi d'una] lluita"   | atleta què ha de superar diverses proves                |                                       | biatleta, triatleta                                     | Forma una sèrie curta de noms aparellats amb el morfema -atló |
| -atló          | grec âthlon "[premi d'una] lluita"                   |                                                         |                                       | biatló, triatló, decatló                                | Forma una sèrie curta de noms aparellats amb el morfema -atleta |
| atmo-          | grec atmós                                           | vapor                                                   | atmido-                               | atmòlisi, atmidòmetre                                   | |
| -atòmic(a)     | grec átomos "indivisible"                            | relatiu a l'àtom                                        |                                       | monoatòmic                                              | |
| auto-1         | grec autós, "mateix"                                 | propi, per ell mateix                                   |                                       | autocràcia, autocrítica                                 | |
| axio-          | grec axióo, "estimar, jutjar digne                   | just                                                    |                                       | axiologia                                               | |
| axo-           | grec áxon                                            | eix                                                     |                                       | axoplasma                                               | sin.:* axi- |
| balano-        | grec bálanos                                         | gland                                                   |                                       | balanoplàstia                                           | |
| baro-          | grec báros, "pes"                                    | pes, pressió                                            | bar-, -bar², -bar(a), bari-           |                                                         | -bar2 forma compostos aguts, -bar(a) forma adjectius plans |
| bato-          | grec bathýs                                          | pregon, fondo                                           | -bata, bati-2                         | batiscaf, batofòbia, acròbata                           | |
| belone-        | grec                                                 | agulla                                                  | beloni-                               | belonefòbia, beloniforme                                | sin.:* aci-, aciculi-, acu-¹, aculeï- |
| bento-         | grec bénthos, "fons", "abisme"                       | fons pelàgic                                            |                                       | bentoplàncton                                           | |
| beta-          | grec beta, segona lletra de l'alfabet                | [radiacions] beta                                       |                                       | betateràpia                                             | |
| biblio-        | grec biblíon                                         | llibre                                                  |                                       | bibliolatria                                            | |
| bio-           | grec bíos                                            | vida                                                    |                                       | biologia                                                | |
| -bi            | grec bíos                                            | organisme o microorganisme                              | -bios, -biont                         | halòbios, microbi, acrobiont                            | |
| -biosi         | grec bíosis, "mitjà de subsistència"                 | vida, forma de vida                                     |                                       | aerobiosi, simbiosi                                     | |
| blasto-        | grec blastós, "germen"                               | desenvolupament cel·lular i embrionari                  | -blast                                | blastòcit, odontoblast                                  | |
| blefaro-       | grec blépharon                                       | parpella                                                | blefar-                               | blefaroconjuntiviti, sblefarectomia                     | |
| blenno-        | grec blénna                                          | mucositat                                               |                                       | blennoftàlmia                                           | |
| bol-1          | grec bólos                                           | acció de llançar                                        |                                       | discòbol                                                | És homònim de -bol |
| boreo-         | grec bóreios                                         | septentrional                                           | -boreal                               | boreoalpí, circumboreal                                 | sin.:* nord- |
| botano-        | grec botáne                                          | planta                                                  |                                       | botanòfil                                               | |
| botrio-1       | grec bóthrion                                        | foradet, alvèol                                         |                                       | botriocèfal                                             | |
| botrio-2       | grec bótrys                                          | raïm                                                    |                                       | botrioide, botriomicosi                                 | sin.:* acini- |
| bradi-         | grec bradýs                                          | lent                                                    |                                       | bradicàrdia                                             | |
| branquio-      | grec brágkhion                                       | brànquia                                                |                                       | branquioma                                              | |
| braqui-1       | grec brakhýs                                         | curt                                                    |                                       | braquicèfal                                             | És homònim de braquio- en la forma reduïda (braqui-2); sin.:* brevi- |
| brio-          | grec brýon                                           | molsa                                                   |                                       | briòfil                                                 | |
| bromato-       | grec brôma                                           | aliment                                                 |                                       | bromatòleg                                              | |
| bronco-        | grec brógkhos, "gorja", "tràquea"                    |                                                         | bronqui-                              | broncoconstrictor, bronquiòlisi                         | |
| bronto-        | grec bronté, "tro"                                   |                                                         | tempesta                              | brontologia                                             | |
| bruxo-         | grec brymós, "carriqueix (de dents)"                 |                                                         | brux-                                 | bruxomanía, bruxisme                                    | |
| dendro-        | grec déndron                                         | arbre                                                   |                                       | dendroclimatologia, dendrologia                         | sin.:* arbori- |
| eoli-          | grec Aíolos. "Èol" (déu del vent)                    | vent                                                    |                                       | eolífon, eolípila                                       | sin.:* anemo- |
| epi-           |                                                      | a sobre                                                 |                                       | epíleg, epidural, epidermis                             | |
| fico-          | grec phýkos                                          | alga                                                    |                                       | ficòleg, ficoteca, ficoxantina                          | sin.:* algo-2 |
| hetero-        | grec héteros                                         | diferent                                                | heter-                                | heterodox, heteromorf, heterosexual                     | ant.:* homo- |
| hidro-         | grec hýdor                                           | aigua                                                   |                                       | hidroavió, hidroelectricitat, hidroteràpia              | sin.:* aqua- |
| homo-1         | grec homós                                           | el mateix, igual                                        |                                       | homòfon, homolateral, homosexual                        | sin.:* iso-, equi; ant.:* hetero-; homònim d'homo-2 |
| icosa-         | grec eíkosi                                          | vint                                                    | icosi-                                | icosàedre, icosàgon, icositetràedre                     | |
| ictio-         | grec ikhthýs                                         | peix                                                    |                                       | ictiofàgia, ictiòleg, ictiosaure                        | |
| iso-           | grec ísos                                            | el mateix, igual                                        |                                       | isòbara, isometria, isòtop                              | sin.:* homo-, equi- |
| ornito-        | grec órnis                                           | ocell                                                   |                                       | ornitofauna, ornitologia, ornitorrinc                   | sin.:* avi- |
| talasso-       | grec thálassa                                        | mar                                                     |                                       | talassocràcia, talassòfit, talassoteràpia               | |
| taqui-         |                                                      | ràpid                                                   |                                       | taquigrafia, taquicàrdia                                | |

- * La marca sin. ("sinònim") és emprada per indicar altres morfemes amb significat similar, en alguns casos tenen el mateix significat i el fet que s'utilitze l'un o l'altre depèn dels altres elements que entren en composició, el més freqüent és la coexistència de morfemes creats a partir de mots llatins amb morfemes creats a partir de mots grecs per poder donar un aspecte homogeni al mot resultant. Per exemple en "'dendrologia'" (dendro, "arbre"; logia, "ciència") s'utilitzen dos components d'origen grec enfront a arboricultura (arbori, "arbre"; cultura "cultiu") on ambdós elements són d'origen llatí i en tots dos casos es necessitava un morfema per a arbre que anava a entrar en composició amb morfemes de distint origen.
Quan es barregen dos o més elements de distinta procedència es parla d'híbrids, com és el cas d'ansiolític i radiografia (prefix llatí + arrel grega), o aconfessional i televisió (prefix grec + arrel llatina).
En alguns casos hi ha un doblet a causa d'una variant (anxio-, ansio-) o d'una especificació del morfema (aci-, acu-, aciculi- i 
aculeï-).
- * Els antònims duen la marca ant.